# Agent provocateur
Agent provocateur, från franskan, är en person som genom förställning lockar och provocerar en annan att yppa farliga åsikter eller rent av begå en lagstridig handling för att därefter få sitt offer åtalat.
Vanligen brukas denna benämning om agenter för hemliga polisen som vinner politiskt misstänkta personers förtroende, låtsas dela deras åsikter och på detta sätt samlar information om dem eller lockar dem till handlingar som möjliggör ordningsmaktens ingripande.